# ستيل فون هوف
ستيل فون هوف (بالإنجليزية: Steele Von Hoff) (و. 1987  م) هو راكب دراجة هوائية أسترالي، ولد في ولاية فيكتوريا.

## سباقات أو مراحل فاز بها
| التاريخ        | السباق                                                    | المركز                                            |
| -------------- | --------------------------------------------------------- | ------------------------------------------------- |
| 20 مارس 2011   | 2011 Oceania Road Cycling Championships Men RR            | المركز الثالث                                     |
| 01 سبتمبر 2012 | موانئ العالم كلاسيكي 2012                                 | الثاني في تصنيف أفضل شاب، السادس في التصنيف العام |
| 13 يناير 2013  | 2013 Australia National Road Cycling Championships Men RR | المركز الثالث                                     |
| 25 أغسطس 2013  | طواف فاتينفول 2013                                        | المرتبة 19 في التصنيف العام                       |
| 26 أبريل 2015  | 2015 Rutland–Melton International CiCLE Classic           | الفائز في التصنيف العام                           |
| 31 يوليو 2016  | رايد لندن 2016                                            | التاسع في التصنيف العام                           |
| 23 أغسطس 2016  | غروت بريجس ستاد زوتيجم 2016                               | الثامن في التصنيف العام                           |
| 18 سبتمبر 2016 | جراند بريكس دي إسبيرجوس 2016                              | العاشر في التصنيف العام                           |
| 27 أغسطس 2017  | 2017 Ronde van Midden-Nederland                           | المركز الثاني                                     |
| 01 يناير 2018  | طواف أوقيانوسيا للدراجات 2018                             | المركز الثاني                                     |
| 28 يناير 2018  | سباق كاديل ايفانز 2018                                    | السابع في التصنيف العام                           |
| 04 فبراير 2018 | طواف هيرالد صن 2018                                       | الفائز حسب ترتيب السرعة                           |

## روابط خارجية
- ستيل فون هوف على موقع الاتحاد الدولي للدراجات (الإنجليزية)
- ستيل فون هوف على موقع أرشيف الدراجات (الإنجليزية)
- ستيل فون هوف على موقع إحصائيات الدراجات الإحترافية (الإنجليزية)
- ستيل فون هوف على موقع نسبة الدراجات (الإنجليزية)
- ستيل فون هوف على موقع CycleBase (الإنجليزية)